# Scoparia caecimaculalis
Scoparia caecimaculalis là một loài bướm đêm trong họ Crambidae.